# Brian Stock
Brian Benjamin Stock (ur. 24 grudnia 1981 w Winchesterze) – walijski piłkarz występujący na pozycji pomocnika. Zawodnik klubu Burnley.

## Kariera klubowa
Stock zawodową karierę rozpoczynał w 1999 roku w angielskim klubie Bournemouth z Division Two. W tych rozgrywkach zadebiutował 22 stycznia 2000 roku w przegranym 1:3 pojedynku z Colchesterem United. 15 września 2001 roku w wygranym 3:2 spotkaniu z Bury strzelił pierwszego gola w Division Two. W 2002 roku spadł z zespołem do Division Three. Po roku powrócił jednak z nim do Division Two.
W styczniu 2006 roku został wypożyczony do Preston North End z Championship. Pierwszy ligowy mecz zaliczył tam 14 stycznia 2006 roku przeciwko Millwall (2:0). Jeszcze w tym samym miesiącu Stock podpisał kontrakt z Prestonem. 30 kwietnia 2006 roku w wygranym 2:0 pojedynku z Leeds United zdobył pierwszą bramkę w Championship.
We wrześniu 2006 roku został wypożyczony do Doncaster Rovers z League One. Zadebiutował tam 12 września 2006 roku w zremisowanym 0:0 pojedynku z Huddersfield Town. W styczniu 2007 roku podpisał kontrakt z Doncaster. W 2008 roku awansował z nim do Championship.
11 sierpnia 2012 roku podpisał dwuletni kontrakt z Burnley.

## Kariera reprezentacyjna
Stock jest byłym reprezentantem Walii U-21. W pierwszej reprezentacji Walii zadebiutował 9 września 2009 roku w przegranym 1:3 meczu eliminacji Mistrzostw Świata 2010 z Rosją.